# Boccea
Boccea è la zona urbanistica 18F del Municipio Roma XIII di Roma Capitale.
Si estende in gran parte sull'area nord della zona Z. XLV Castel di Guido e, a est, sull'area sud della zona Z. XLVIII Casalotti.

## Geografia fisica

### Territorio
La zona confina:
- a nord con la zona urbanistica 19G Castelluccia
- a nord-est con la zona urbanistica 18E Casalotti di Boccea
- a est con le zone urbanistiche 18C Fogaccia e 18B Val Cannuta
- a sud con le zone urbanistiche 16F Pantano di Grano e 16E Massimina
- a ovest con in comune di Fiumicino, ex zona Z. XLVI Torrimpietra

## Il toponimo
Prende il nome dall'antico fondo di arbusti di bosso, buxus in latino, quindi modificato in Buxo o Bucea, da cui Boccea, al 13º miglio dell'antica via Cornelia, dove ancora oggi sorge la tenuta di Boccea con l'annessa chiesa intitolata San Mario, edificata dall'architetto Virginio Bracci nel 1789, per volere di papa Pio VI.